# Kile
Kilen, brændekile og dørkilen er en enkel maskine og et gear, da f.eks. vis en stor ændring (lille kraft) af en dørkile giver en lille ændring i en næsten vinkelret retning (stor kraft).
En kile bruges også som øgning i tøj, for eksempel ved øgning af livvidde i et par bukser med indsyning af en (trekant) kile.
En økse er sammensat af en kile og en skafte.

## Kileeffekt
Kileeffekt er en enkel maskine der udøver kraftudveksling, som omsætter en lille kraft over et stort areal – til en stor kraft over et mindre areal – eksempler:
- neglen og fingeren har tilsammen kileeffekt og virker som kraftudveksling; fingerens tryk (kraft per arealenhed) koncentreres til neglens kant.
- En spids damehæl virker også som en enkel maskine (udover selvfølgelig primært at være en del af en sko).
- Isskøjten koncentrerer vores tryk til kanten af selve skøjtens metalskinne, så vi kan styre på is.
- Kniv
- Økse
- Tand
- Tand (mekanik)
- ostehøvl
- fodjern
- stemmejern
- syl
- søm (mekanik)
- nål
- stikvåben
- kørner
- dorn
- mejsel

Et eksempel på at selv spidse ting kan bære en vis masse uden at gennemtrænge huden så længe et menneskes masse spredes over mange spidse ting, er en fakirseng fuld af søm.

## Omvendt kileeffekt
En omvendt kile eller omvendt kileeffekt er en enkel maskine der udøver kraftudveksling, som omsætter en stor kraft over et lille areal – til en mindre kraft over et større areal – eksempler:
- Overgangen fra fodsål til ski har også funktion af at være en "omvendt kile". Skien fordeler menneskets tryk over et større areal end foden. Derfor synker vi så ikke ned i blød sne.
- Når vi står stille oprejst, virker overgangen mellem vores nederste benled og ned til fodsålen som en enkel maskine ifølge definitionen. Tilsammen har de faktisk en omvendt kilefacon. Trykket fra nederste benled fordeles over foden.
- Fingerbøl
- skudsikker vest
- sikkerhedssko
- armering
- panser
- hjelm
- brynje
- skjold
- sikkerhedsbriller
- rustning
- handske
- fodtøj
- snesko

En tømrer eller snedker som ønsker at banke en lægte på plads med en lægtehammer uden at lave mærker, anvender en træklods mellem hammeren og lægten som omvendt kileeffekt og til dels skjold. Træklodsen bliver fuld af hammermærker, men lægten gør ikke, da klodsen spreder kraftimpulserne fra hammeren over et større areal. Resultatet er at lægten ikke bliver svækket – og heller ikke får korrosionsmærker fra hammeren.